# ملا جزيري

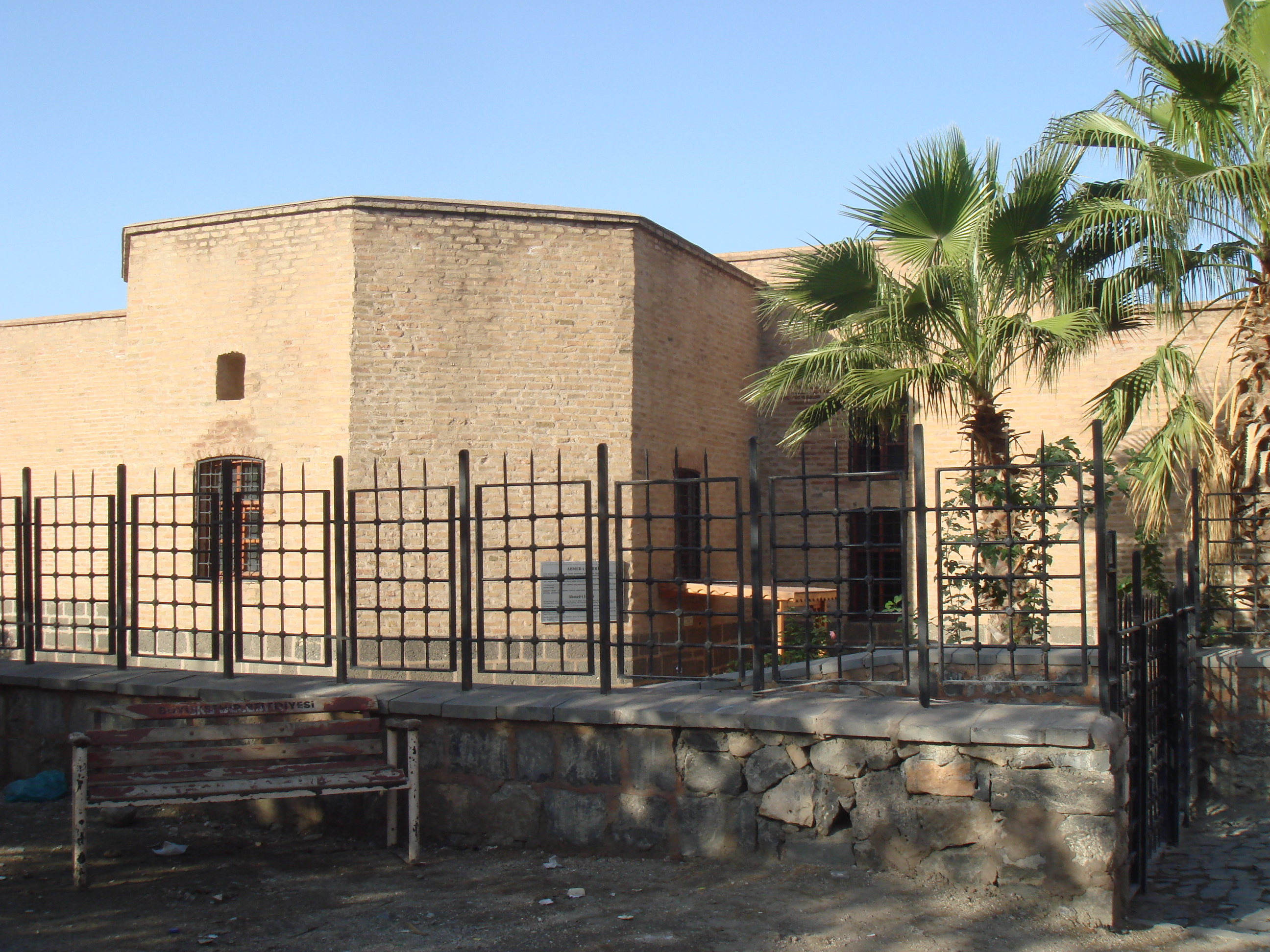
تربية (ضريح) الشيخ أحمد الجزري

الملا أحمد الجزري (بالكردية: Melayê Cizîrî‏) (مواليد 1570-1640) كان من أشهر الكتّاب الكرد بالإضافة إلى كونه شاعر وصوفي، ولد في جزيرة بوطان. اسمه المستعار نيشاني (بالكردية: Nîşanî‏).
إمارة بوتان كانت الأكثر تأثيرا في تاريخ كردستان. في الوقت الحاضر تقع الجزيرة في مقاطعة شرناق جنوب شرقي تركيا. بسبب موقعها المتفوق جاء ليكون مركزا مهما للثقافة الكردية. هنا أنشئت أول مدرسة الشعر الكلاسيكي الكردي في لهجة كوردمانجي .الجزيري هو الممثل الرئيسي لهذه المدرسة، ويمكن للمرء أن يضيف ، وهو ممثل جيد من الشعر الكلاسيكي الشرقي ككل. علاقاته مع هذا التقليد يتم التعبير عنه من خلال عناصر قوية والصوفية من خلال مفهوم الحب في شعره. في تقريره الكون ليست هناك حدود واضحة بين الحب البشري والإلهي. وبالتالي القارئ غالبا ما يؤدي إلى التساؤل عما إذا كان من محبة الله، أو سلمى جميلة (يقال انه تم ابنة أو أخت أمير الجزيرة التي أتت النيران على قلب الشاعر). بصرف النظر عن هذه العناصر الشرقية التقليدية، الجزيري في الشعر هو أيضا جذور عميقة في بالوطنية الرومانسية ، وقصائد وكتب تكريما لأمراء كردستان تختلف عن الشعر المكتوب في المحاكم من الملوك الاقوياء في المنطقة. كردستان يظهر اسم كثيرا ودائما على اتصال مع الفخر. له عمل أدبي فاخر هو مجموعة من القصائد يسمى «ديوانا جزيري».